# Mene de Mauroa (Venezuela)
Pour les articles homonymes, voir Mauroa.
Mene de Mauroa est une ville de l'État de Falcón au Venezuela, capitale de la paroisse civile de Mene de Mauroa et chef-lieu de la municipalité de Mauroa. En 2000, sa population est estimée à 10 072 habitants[réf. nécessaire].

## Sources
- (es) Cet article est partiellement ou en totalité issu de l’article de Wikipédia en espagnol intitulé « Mene de Mauroa » (voir la liste des auteurs).